# Lardizabala
Genre
Classification APG III (2009)
Synonymes
- Cogylia  (Molina) Looser

Lardizabala Ruiz & Pav., 1794 est un genre de plantes à fleurs de la famille des Lardizabalaceae. C'est un genre monotypique qui comprend une espèce de plante grimpante, . Son unique espèce type est Lardizabala biternata Ruiz & Pav., 1798.  Devenu synonyme de L.funaria (Molina).  Le genre est consacré à Miguel de Lardizábal y Uribe (1744-1824), homme politique espagnol et protecteur de la Botanique.
Le genre est appelé "bejuco sudamericano" (liane sud-américaine), c'est un nom partagé avec le genre Boquila.

## Description
Avec les caractères généraux de la famille Lardizabalaceae.
- Grimpante ligneuse, voluble (sens horaire), feuilles persistantes, glabre.
- Feuilles bi- ou triternée, avec stipules.
- Plante dioïque.
- Fleurs violettes à violacées (rarement pâles), les fleurs mâles en grappe, les fleurs femelles solitaires. avec  6 sépales  charnues; 6 pétales plus petites; 6 étamines, Gynécée avec 3 carpelles, avec de nombreux ovules.
- Fruit en infrutescences de baies allongées. Avec de nombreuses graines , subréniformes.
- Nombre de chromosomes: 2n = 28.

## Écologie
Elle prospère jusqu'à 1 500 m. C'est une plante auto-incompatible.

## Distribution
C'est une espèce endémique du Chili, que l'on trouve depuis la Région de Valparaíso jusqu'à la région de Los Lagos, y compris dans l'Archipel de Juan Fernández.

## Usages
Le fruit est comestible et les tiges sont utilisées en vannerie.

## Synonymes
- Cogylia Molina, 1810. Espèce type: Cogylia ternata Molina, 1810.(Mais devenu synonyme de Lardizabala funaria (Molina) Looser )

## Taxons spécifiques compris
Le genre comprend une espèce unique, communément appelé au Chili ; cogüilera, coille ou voqui cógüil (ses fruits se dénomment cógüiles):
- Lardizabala funaria   (Molina, 1782) Looser, 1934)
  - Synonymes : 
    - L. biternata Ruiz & Pav., (1798);
    - L. triternata Ruiz & Pav, (1798);
    - Cogylia biternata (Ruiz & Pav.) Molina, (1810);
    - Cogylia ternata Molina, 1810;
    - Cogylia triternata (Ruiz & Pav.) Molina, (1810);
    - L. ternata Molina, (1810);
    - L. infusiata Miers, (1858);
    - L. silvicola Miers, (1858)   ).

La tige va jusqu'à 20 cm de diamètre et 3,5 m de long. Feuilles coriace, verte obscures, brillantes, trifolié avec la foliole centrale majeure. Folioles ovale-lancéolées, de bord entier à légèrement crénelée. Fleurs de 15-20 mm de diamètre. Fruit en baie jaune à mauve rose, granuleux, de 15-20 mm de diamètre par 50-80 mm de long. Floraison de mars à mai.

## Noms communs
Au Chili :
- coguillvochi, coguillvoqui, voqui Blanc.